# Archaeophya adamsi
Archaeophya adamsi är en trollsländeart som beskrevs av Fraser 1959. Archaeophya adamsi ingår i släktet Archaeophya och familjen skimmertrollsländor. Inga underarter finns listade i Catalogue of Life.